# Hammam Ghezaz
Hamman Ghezaz o Hammam Ghezèze o Hammam Laghzaz (àrab: حمام الأغزاز, Ḥammām al-Aḡzāz) és una ciutat de Tunísia situada al nord-est de la regió del Cap Bon, a la governació de Nabeul, uns 40 km al nord de la capital i uns 15 km al sud-est del Cap Bon. Té 7.100 habitants i la municipalitat té una superfície de 25.570.000 metres quadrats. És capçalera d'una delegació amb una població al cens del 2004 de 14.680 habitants.

## Economia
Gaudeix d'una extensa i tranquil·la platja d'arena fina i l'activitat principal és avui dia el turisme. Hi ha també agricultura, especialment el cultiu de la vinya.

## Patrimoni
Sis quilòmetres al nord-oest de la ciutat es troba el jaciment arqueològic de Kerkouane, l'única ciutat púnica que no va tenir després poblament romà. Un festival dit de Kerkouane s'hi celebra a l'estiu.

## Administració
És el centre de la delegació o mutamadiyya homònima, amb codi geogràfic 15 57 (ISO 3166-2:TN-12), dividida en quatre sectors o imades:
- Hammam El Guezaz (15 58 51)
- Dar Allouch (15 58 52)
- Harat Ech-Choara (15 58 53)
- Ouezdra (15 58 54)

Al mateix temps, forma una municipalitat o baladiyya (codi geogràfic 15 23). La municipalitat fou creada per decret el 23 d'abril de 1980.